# Europejskie Igrzyska Halowe w Lekkoatletyce 1969 – bieg na 1500 m mężczyzn
Bieg na 1500 metrów mężczyzn – jedna z konkurencji biegowych rozgrywanych podczas lekkoatletycznych europejskich igrzysk halowych w hali Palac Lodowy w Belgradzie. Eliminacje i bieg finałowy zostały rozegrane 9 marca 1969. Zwyciężył reprezentant Belgii Edgard Salvé. Tytułu z poprzednich igrzysk nie bronił John Whetton z Wielkiej Brytanii.

## Rezultaty

### Eliminacje
Rozegrano 2 biegi eliminacyjne, do których przystąpiło 10 biegaczy. Awans do finału dawało zajęcie jednego z trzeech pierwszych miejsc w swoim biegu (Q). Skład finału uzupełniło dwóch zawodników z najlepszym czasem wśród przegranych (q).
Opracowano na podstawie materiału źródłowego.
Bieg 1
| Miejsce | Zawodnik              | Czas   | Uwagi |
| ------- | --------------------- | ------ | ----- |
| 1       | Knut Brustad          | 3:56,8 | Q     |
| 2       | Gianni Del Buono      | 3:57,1 | Q     |
| 3       | Jerzy Maluśki         | 3:57,2 | Q     |
| 4       | Petr Bláha            | 3:57,2 |       |
| 5       | Karl-Heinz Schirmeier | 3:57,2 |       |

Bieg 2
| Miejsce | Zawodnik         | Czas   | Uwagi |
| ------- | ---------------- | ------ | ----- |
| 1       | Edgard Salvé     | 3:45,4 | Q     |
| 2       | Ivan Jokić       | 3:45,8 | Q     |
| 3       | Walter Wilkinson | 3:45,8 | Q     |
| 4       | Arnd Krüger      | 3:48,1 | q     |
| 5       | Pierre Viaux     | 3:50,0 | q     |

### Finał
Opracowano na podstawie materiału źródłowego.
| Miejsce | Zawodnik         | Czas   |
| ------- | ---------------- | ------ |
| 1       | Edgard Salvé     | 3:45,9 |
| 2       | Knut Brustad     | 3:46,2 |
| 3       | Walter Wilkinson | 3:46,4 |
| 4       | Gianni Del Buono | 3:46,9 |
| 5       | Ivan Jokić       | 3:51,4 |
| 6       | Jerzy Maluśki    | 3:52,3 |
| 7       | Arnd Krüger      | 4:00,7 |
| –       | Pierre Viaux     | DNF    |